# Плавильный котёл

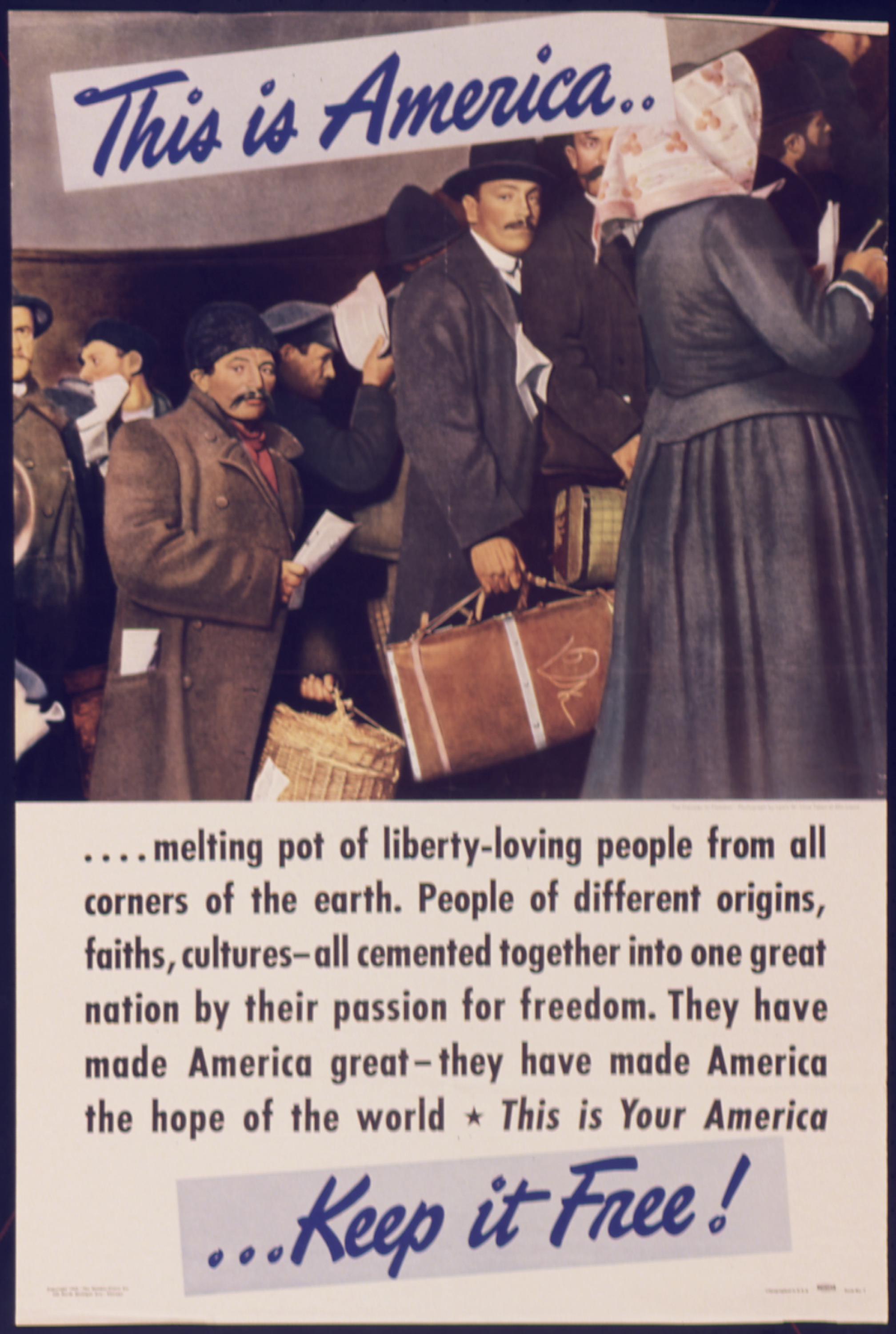
«Это Америка…», Постер послевоенного времени.

«Плавильный котёл» (англ. melting pot) — это модель этнического развития, пропагандируемая в американской культуре в XX веке. 
В соответствии с данной моделью (парадигмой), создание североамериканской национальной идентичности должно было идти по формуле «сплавления», «смешивания» всех народов и народностей, при этом предполагалось, как их культурное, так и биологическое смешение. Созданная теоретическая концепция имела апологетический характер в том смысле, что она отрицала наличие каких бы то ни было конфликтов в обществе — социальных или этнических. По словам американского исследователя А. Манна, «сама фраза „плавильный котёл“ стала национальным символом этого столетия».

## Происхождение термина
Сам термин возник из названия пьесы британского журналиста и драматурга И. Зангуилла, который часто приезжал в США и знал жизнь этой страны. Суть пьесы «Плавильный котёл» (премьера состоялась в 1908 году) заключалась в том, что в Соединённых Штатах Америки происходило слияние различных народов и народностей и их национальных культур, в результате формировалась единая американская нация. Главный герой пьесы — молодой иммигрант из Российской империи Давид Квиксано, глядя с корабля, прибывшего в порт Нью-Йорк, воскликнул: «Америка — это созданный Богом величайший плавильный котёл, в котором сплавляются все народы Европы… Немцы и французы, ирландцы и англичане, евреи и русские — все в этот тигель. Так Господь создаёт нацию американцев».

## История развития концепции

### Плавильный котел в литературе XVIII века
До появления термина «плавильный котёл» явление смешения народов из разных стран в одну общую культуру имело место в литературе ещё в XVIII в. Описание американского народа как единой нации прослеживается у поэтов, публицистов и писателей. Например, в своей брошюре «Здравый смысл» (1776) Томас Пейн, англо-американский писатель и философ, описывая американцев, отмечал:

Отечество Америки — это Европа, а не Англия. Новый свет стал убежищем для гонимых приверженцев гражданской и религиозной свободы из всех частей Европы.Оригинальный текст (англ.)Europe, and not England, is the parent country of America. This new world hath been the asylum for the persecuted lovers of civil and religious liberty from every part of Europe.
Одним из первых авторов, который использовал метафору «плавильный котёл» для описания американского общества, стал французский аристократ Джон Кревкер, который в своих «Письмах американского фермера» рассуждая о том, кто же такой американец, писал «Здесь представители всех национальностей смешиваются в новую расу людей, чьи потомки однажды изменят мир».

### Научные труды XIX века
Прогрессивная концепция «плавильного котла» находила своих сторонников и в XIX веке. Так, она была поддержана одним из выдающихся интеллектуалов того времени, американцем английского происхождения Ральфом Эмерсоном.
Большую популярность в конце XIX века получило четырёхтомное издание Теодора Рузвельта (в то время историка и писателя) под названием «Покорение Запада», где автор описывая колонизацию Запада, воспевал американскую мощь, которую он видел в единении. Из его заключения, «американский индивидуализм был закалён здравым смыслом и мощью объединения»
Основополагающую роль в изучении концепции занимает работа историка Фредерика Джексона Тернера «Значение границы в Американской истории», где он уделяет внимание географическому фактору. В своём докладе он применяет метафору «плавильный котёл» для описания процесса американизации. Согласно его теории «в тигле границы иммигранты американизировались, освобождались и смешивались в американскую расу, отличную от англосаксонской, как по национальным, так и по другим характеристикам». Тёрнер не признавал, что американские социальные институты были заимствованы у Европы и утверждал, что они возникли в результате расширения географии политического и экономического влияния Америки. «Наличие свободной земли и непрерывное продвижение поселений на Запад объясняют развитие Америки». Вначале «границей» было Атлантическое побережье; это была «граница» Европы. Движение «границы» на Запад означало постепенное удаление от влияния Европы и неуклонный рост движения по американскому пути.

### Городской плавильный котёл
В конце XIX века на смену теории плавильного котла пришла другая, получившая название «городской плавильный котёл». Это прежде всего связано с процессом урбанизации. Роль городов в процессе американизации заметно возросла. Это было связано с тем, что в городах были наиболее благоприятные условия для ассимиляции вновь прибывших иммигрантов. С другой стороны, скопление иммигрантов стало причиной выделения их в особые этнические группы и создания этнических организаций. Важную роль в этом процессе сыграла языковая ассимиляция, так как все объединения переходили на английский язык, и по сути были американскими объединениями разных национальностей, это только ускорило процесс американизации. Как теория «городской плавильный котёл» был изучен Робертом Парком. Как писал Джон Хайем, «если мы внимательно посмотрим на концептуальную схему Парка, мы обнаружим улучшенную версию классического американского идеала ассимиляции, продолженную им от некоторых радикалов, включавших в этот процесс как чёрных американцев, так и иммигрантов». Уделяя особое внимание процессу ассимиляции в городах он писал, что « … Каждое общество, каждая нация и каждая цивилизация представляют собой кипящий котёл и таким образом вносят вклад в слияние рас, в результате чего с неизбежностью возникают новые расы и новые культуры».

### Тройственный плавильный котёл
В XX веке доминировало мнение об успешном развитии американской нации по формуле «плавильного котла», «смешения» представителей различных народов, несмотря на их этнические и культурные различия. Ещё одну корректировку в теорию «плавильного котла» внесла Р. Кеннеди, в своей работе «Одинарный или тройственный плавильный котел». Изучая межэтнические браки в Нью Хевене, она пришла к выводу, что религиозные предпочтения играют решающую роль при заключении брака. Кеннеди выделила пять самых крупных национальных групп, которые на религиозной основе разделила на три основные системы: иудаизм (евреи), протестантство (британцы, немцы и скандинавы) и католицизм (ирландцы, итальянцы и поляки). Именно внутри этих систем заключались браки с представителями одинаковой или разных, но не выходящих за рамки одной религиозной системы, этнических групп. «Нам следует констатировать, — писала она, — что в то время, как жёсткая эндогамия утрачивается, религиозная эндогамия утверждается и в будущем будет проходить скорее по религиозной линии, чем по национальной, как это было в прошлом. Если это так, то традиционный „одинарный плавильный котёл должен“ уступить место новой концепции, которую мы определяем термином „тройственный плавильный котёл“. Теория американской ассимиляции займёт своё место как реальное отражение происходящего с различными национальными группами в Соединённых Штатах».

## Критика

### Плавильный котёл или салатница
Модель «плавильного котла» была оспорена сторонниками культурного плюрализма. Основным объектом критики стала дискриминация меньшинств, к которым прежде всего относили представителей чёрной и жёлтой расы. Как отмечается в американской литературе, если с точки зрения интеграции и тенденции «плавильного котла» меньшинства являются второстепенными и в конечном счёте должны исчезнуть, то плюрализм, наоборот, определял меньшинства как главное в структуре общества.
Теоретическое оформление концепция культурного плюрализма получила в 20-х годах XX века в работе американского философа Г. Каллена «Демократия против плавильного котла». Каллен писал: «Люди могут поменять свою одежду, политику, жён, религию, философию в большей или меньшей степени. Но они не могут поменять своих дедов: евреев, поляков, англосаксонцев, чтобы прекратить быть евреями, поляками, англосаксонцами…». Сторонники теории плюрализма считают, что этнические группы объединяет происхождение, а не культура, поэтому американское общество представляет собой скорее «салатницу», где разные культуры мирно сосуществуют, сохраняя свою самобытность, чем «плавильный котёл», который сплавляет все культуры в общую нацию.

## В популярной культуре
Анимированные образовательные серии Secondhouse Rock! имеют песню под названием «Великий американский плавильный котёл».
В 1969 году песня «Melting Pot» группы Blue Mink была выпущена в Великобритании и заняла третье место в UK Singles Chart.